# Lim Su-gyung

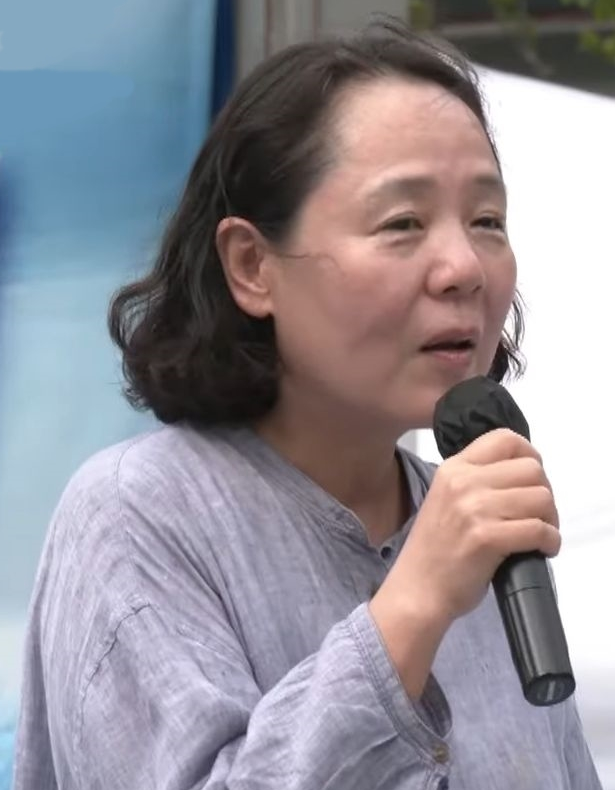
Lim Su-gyung

Lim Su-gyung (* 6. November 1968 in Seoul) ist eine südkoreanische Politikerin, soziale Aktivistin und Menschenrechtlerin.

## Biografie
Sie wurde 1989 bekannt, weil sie trotz Verbot von Südkorea an den 13. Weltfestspielen der Jugend und Studenten in Pjöngjang teilnahm. Sie hat dadurch den Spitznamen Blume der Vereinigung (Hangul: 통일의 꽃) erhalten, dass sie dort die südkoreanische Studentenorganisation Jeondaehyop vertrat. Als sie über die Joint Security Area nach Südkorea zurückkehrte, wurde sie dort wegen Verstoßes gegen das Nationale Sicherheitsgesetz von Südkorea verhaftet.
Im April 2012 wurde sie als Vertreterin der Minju-tonghap-Partei (민주통합당, Minju-tonghap-dang, Vereinte Demokratische Partei) in die Gukhoe, das Einkammerparlament Südkoreas, gewählt.
Der Film La chica del sur widmet sich ihrem Leben.